# Crème fraîche

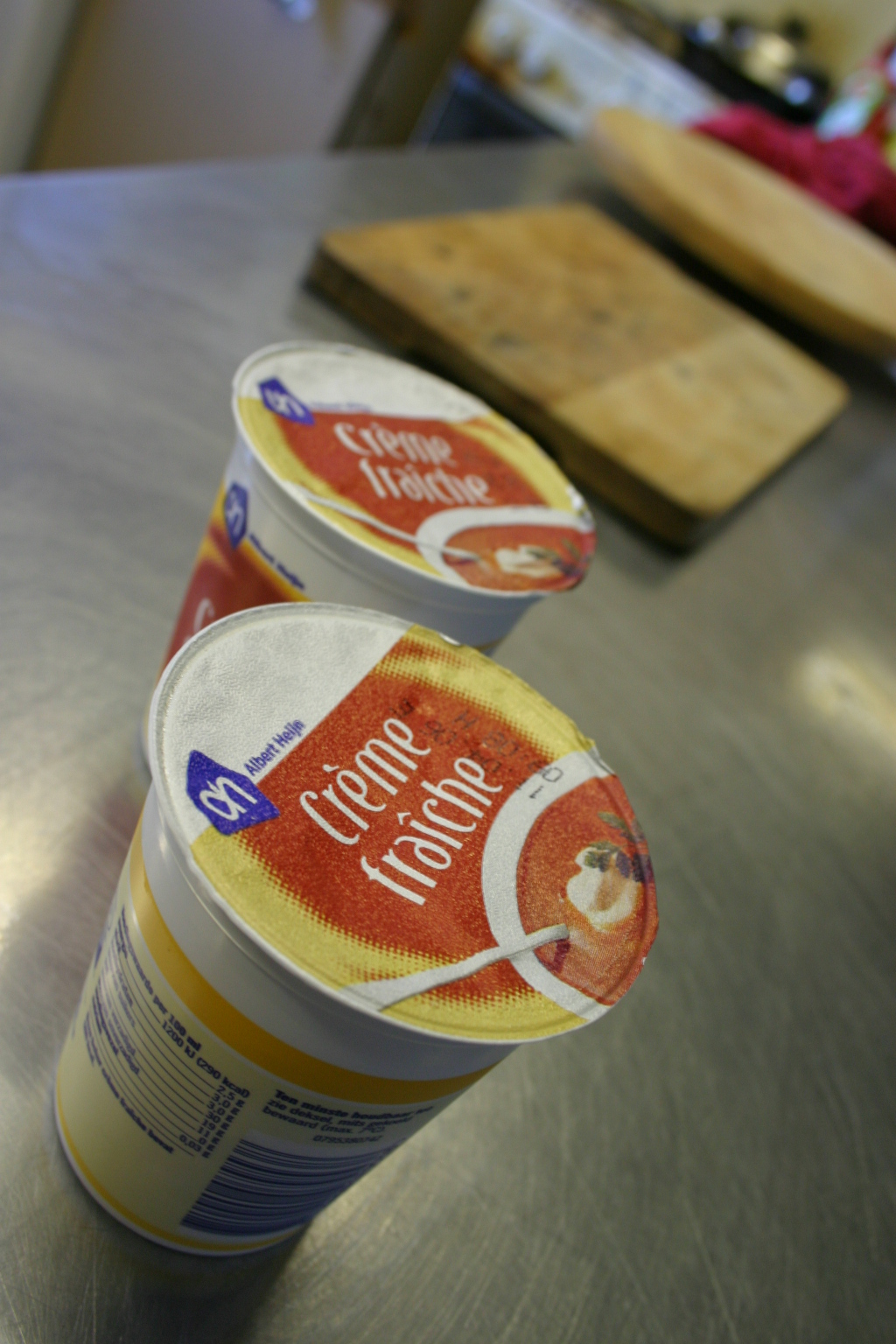
Tarrinas de crème fraîche.

Crème fraîche es una expresión francesa que traducida literalmente significa ‘crema fresca’ o ‘nata fresca’. Es una crema de leche, entre blanca y amarillo pálido, con un contenido en grasa de 30–40 % y un 15% de lactosa, y ligeramente acidificada por los cultivos bacterianos que contiene. Es, sin embargo, menos amarga y más grasa que la crema agria que se le asemeja. Originariamente la crème fraîche era una especialidad francesa, pero hoy se ha extendido a lo largo de Europa y es muy empleada en sus cocinas, siendo fácil adquirirla en forma de tarrinas en la sección de refrigerados de los supermercados. Existen distribuciones comerciales especiales con menos contenido de lactosa para aquellas personas que padezcan intolerancia a la lactosa.[cita requerida]

## Elaboración

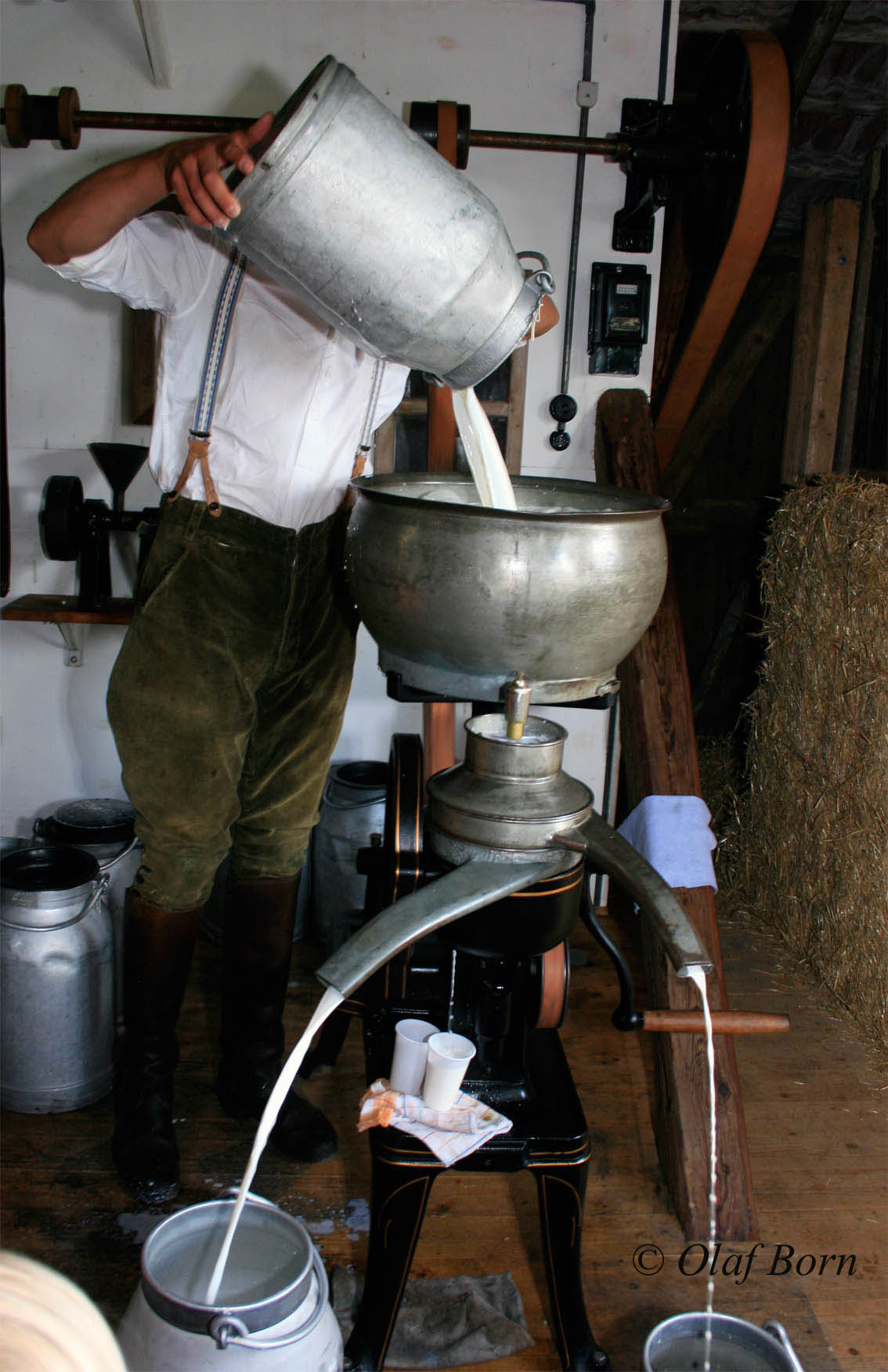
Desnatado de la leche en una desnatadora por un productor artesano en Francia.

La crème fraîche se obtiene introduciendo leche cruda en una desnatadora. La nata así obtenida por centrifugación puede dejarse cruda o ser sometida a un proceso de pasteurización. Su color va del blanco al amarillo y, al ser bastante fluida, se llama nata ligera. Para obtener una nata más espesa, untuosa y acidulada, se inyectan cultivos de lactobacillus en la crema ligera no pasteurizada y se dejan estos últimos desarrollarse hasta que la crema sea ácida y grasa. Tras 18 hasta 40 horas con una temperatura en el rango de 20 hasta 40 °C, las bacterias convierten el azúcar de la leche en ácido. Por eso no puede hacerse a partir de crema pasteurizada: la ausencia de bacterias en esta crema implicaría que se pudriera en vez de agriarlo.

## Usos

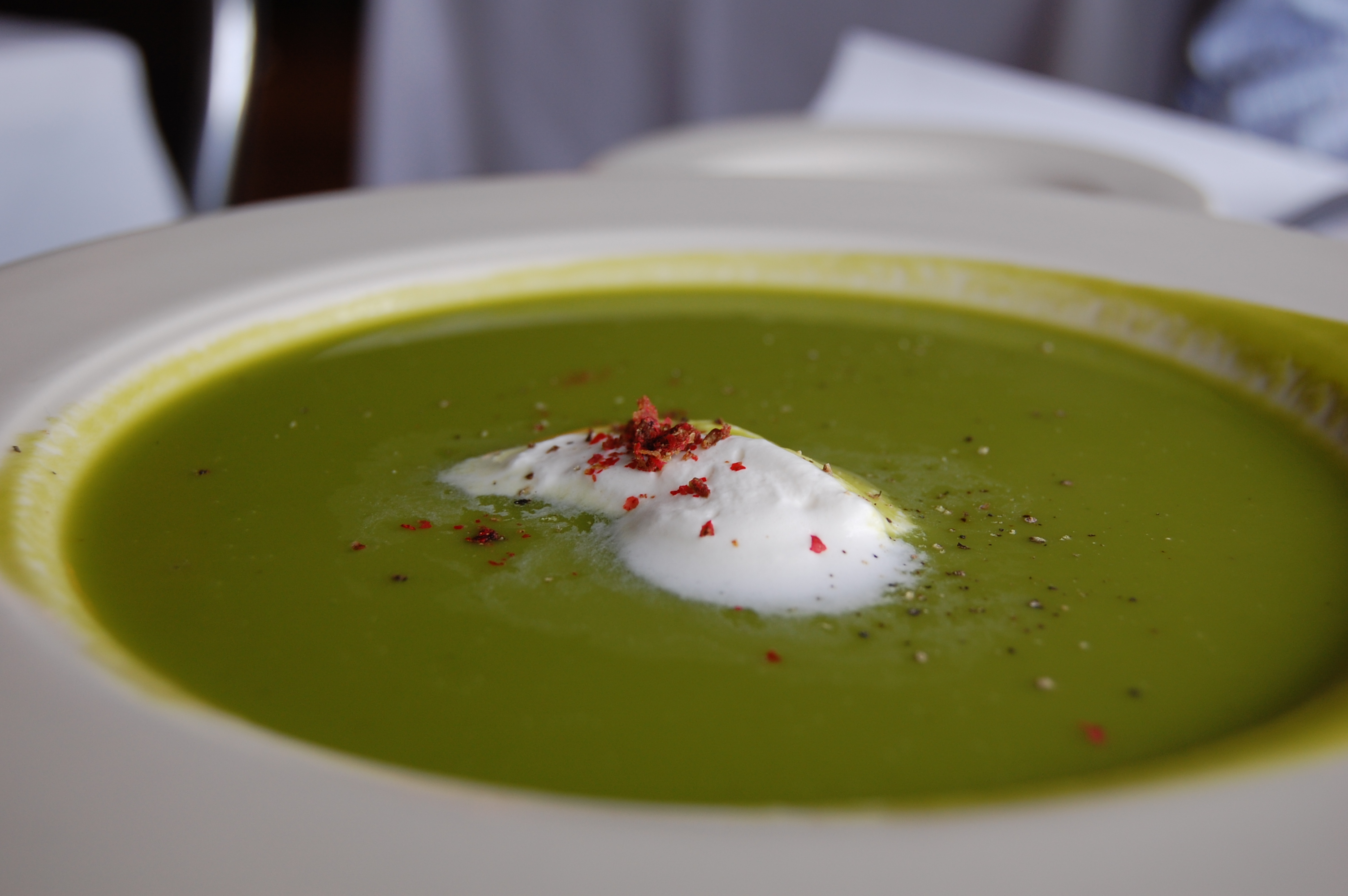
Sopa fría de espárragos con crème fraîche y pimienta rosa

En general, la crema fresca, al igual que la crema agria, se utiliza en la mayoría de los platos, pero la primera posee dos ventajas sobre la segunda: puede transformarse en crema agria y no se corta cuando se la hierve. La crema fresca existe también bajo una forma más líquida, que se llama a veces crème fleurette. Existen en el mercado variantes mezclados con diferentes ingredientes, tales como ajo, hierbas aromáticas, etc.[cita requerida] Se emplea a menudo la crème fraîche en la elaboración de sopas, salsas, repostería y postres. Es, junto con huevos batidos, la base de la salsa migaine empleada en la elaboración de la quiche lorraine y otras tartas saladas.
En muchas recetas, puede sustituirse por yogur.